# ادالبلد دوم
ادالبلد دوم (Quemadmodum indubitanter musicæ consonantiæ judicari possint؛ ۱ ژانویه ۱۰۰۰ – ۲۷ نوامبر ۱۰۲۶) یک ریاضی‌دان، و کشیش اهل هلند بود.